# The Willows
Ne doit pas être confondu avec The Willowz.
The Willows est un stade de rugby anglais de 11 363 places. Il est le stade officiel de l'équipe de rugby à XIII des Salford City Reds. Ce club évolue au sein du championnat européen de rugby à XIII : la Super League.
Le stade se situe dans la ville de Salford dans le comté du Grand Manchester en Angleterre.